# Zero Hour (comics)
Pour la série télévisée, voir Zero Hour.
Zero Hour: Crisis in Time (en français Heure Zéro: Crise Temporelle) est le titre d'une série de comics publiée par DC Comics en 5 numéros en septembre 1994. Créée par Dan Jurgens et Jerry Ordway, la série se déroule entre Crisis on Infinite Earths et Infinite Crisis.

## Histoire
Après la destruction de Coast City (en), Hal Jordan obtient de nouveaux super pouvoirs et devient Parallax.
- À moins 32 heure : Time Trapper (en) est tuée mystérieusement.
- À moins 30 heure : Metron tente de convaincre Darkseid de l'aider pour mobiliser tout le monde contre un danger imminent pour l'univers.
- À moins 29 heure : Batman & Robin sont surpris par l'aide de Barbara Gordon (Batgirl) pour capturer Le Joker, alors qu'elle était gravement blessée.
- À moins 28 heure & 49 minutes : Matthew Ryder (Waverider) averti son équipe Linear Men du changement dans le temps. Ils en concluent que c'est bientôt la fin des Temps. Rip Hunter & Waverider enquêtent sur ce problème.

## Évènements
La mort de Wally West, Time Trapper (en) et Rip Hunter (membre de Linear Men (en))

## Titres impactés

### Séries qui prennent fin avec Zero Hour
- Team Titans
- L.E.G.I.O.N. '94 (en)
- Valor
- Justice League International

### Nouvelles séries créées après Zero Hour
- Fate
- Manhunter
- Primal Force
- Starman (Jack Knight)
- Xenobrood

### Zero Month
À la suite des changements de temps, tous les titres DC comics sortis en 1994 possèdent un numéro #0 dit Zero Month.
- Action Comics #0
- Adventures of Superman #0
- Anima #0
- Aquaman #0
- Batman #0
- Batman: Shadow of the Bat #0
- Catwoman #0
- Damage #0
- Darkstars #0
- Demon #0
- Deathstroke the Hunted #0
- Detective Comics #0
- Fate #0
- Flash #0
- Green Arrow #0
- Gunfire #0
- Green Lantern #0
- Guy Gardner: Warrior #0
- Hawkman #0
- Justice League America #0
- Justice League Task Force #0
- Batman: Legends of the Dark Knight #0
- Legion of Super-Heroes #0
- Legionnaires #0
- Lobo #0
- Manhunter #0
- New Titans #0
- Outsiders #0
- Primal Force #0
- Ray #0
- R.E.B.E.L.S. #0
- Robin #0
- Spectre #0
- Starman #0
- Steel #0
- Superboy #0
- Superman #0
- Superman: Man of Steel #0
- Wonder Woman #0
- Xenobrood #0

## Personnages

### Super Héros
- Alpha Centurion
- Amazing Man
- The Atom (Al Pratt)
- Batgirl
- Batman
- Captain Atom
- Captain Marvel
- Cosmic Boy
- Damage
- Darkstar
- Green Arrow
- Green Lantern (Alan Scott)
- Green Lantern (Kyle Rayner)
- Hawkman
- Impulse
- Lightning Lad
- Liri Lee
- Martian Manhunter
- Metron (comics)
- Power Girl
- Rip Hunter
- Arsenal (Roy Harper)
- Saturn Girl
- The Spectre
- Steel
- Superboy
- Supergirl
- Superman
- Terra
- The Flash (Jay Garrick)
- The Ray
- Time Trapper (en)
- Triumph
- Warrior (Guy Gardner (comics))
- Waverider
- Wonder Woman

### Super Vilains
- Parallax
- Extant (Hank Hall)

## Publications
- 2004 : Heure Zéro, Crise temporelle, Semic, Collection Semic Books (1 volume).